# Villars-les-Bois
Villars-les-Bois ist ein Ort und eine westfranzösische Gemeinde mit 240 Einwohnern (Stand: 1. Januar 2022) im Département Charente-Maritime in der Region Nouvelle-Aquitaine. Sie gehört zum Arrondissement Saintes und ist Mitglied im Gemeindeverband Saintes - Grandes Rives - L’Agglo. Die Einwohner werden Villarboisiens und Villarboisiennes genannt.

## Geografie

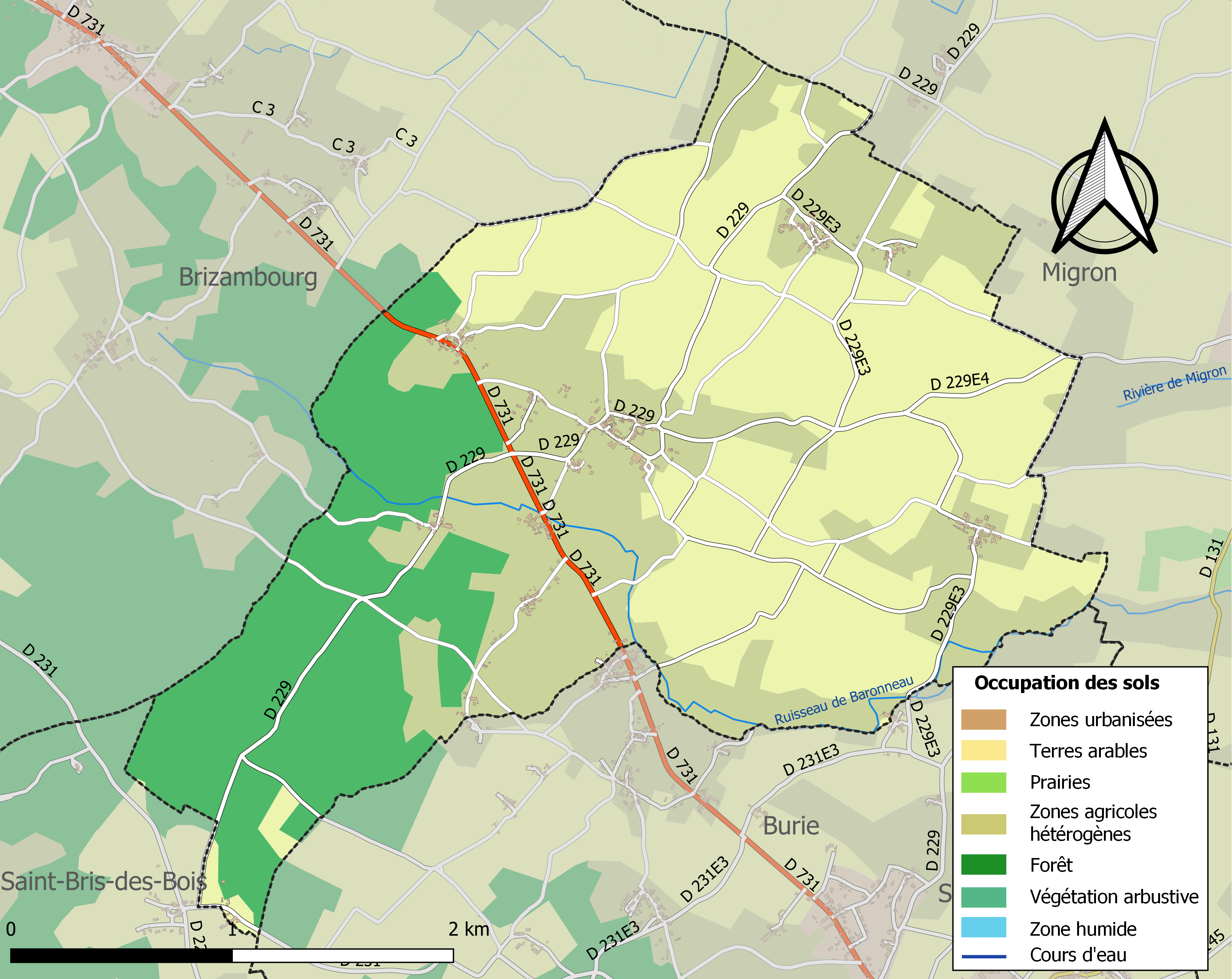
Bodennutzung, Hydrografie und Infrastruktur der Gemeinde (2018)

Villars-les-Bois liegt etwa 16 Kilometer ostnordöstlich von Saintes und etwa 14 Kilometer nordwestlich von Cognac. Das Gebiet der Gemeinde befindet sich im Einzugsgebiet der Charente und wird vom Ruisseau le Baronneau entwässert, der es durchströmt. Mehr als drei Viertel der Fläche der Gemeinde werden landwirtschaftlich genutzt, 22,7 % sind bewaldet, vor allem im Südwesten.
Umgeben wird Villars-les-Bois von den Nachbargemeinden Migron im Norden und Osten, Burie im Süden, Saint-Bris-des-Bois im Südwesten sowie Brizambourg im Westen und Nordwesten.

## Bevölkerungsentwicklung

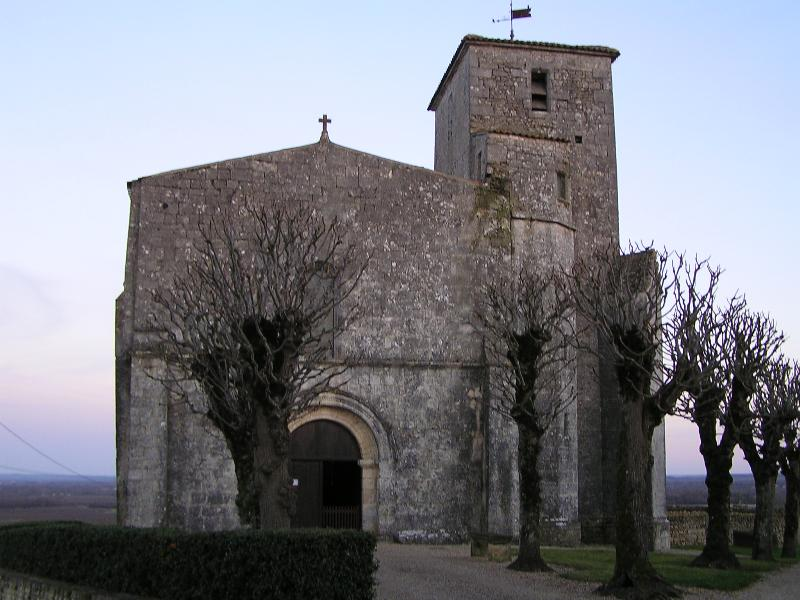
Kirche Saint-Victorin

| Jahr                       | 1962 | 1968 | 1975 | 1982 | 1990 | 1999 | 2006 | 2013 | 2020 |
| Einwohner                  | 290  | 313  | 281  | 263  | 256  | 256  | 250  | 264  | 228  |
| Quellen: Cassini und INSEE |      |      |      |      |      |      |      |      |      |

## Sehenswürdigkeiten
- Kirche Saint-Victorin aus dem 12. Jahrhundert mit Umgestaltungen im 15. Jahrhundert, Apsis seit 1912 als Monument historique klassifiziert, Langhaus seit 1950

## Verkehr
Die Departementsstraße 731, die ehemalige Route nationale 731, durchquert die Gemeinde von Nordwest nach Südost und verbindet sie mit Saint-Hilaire-de-Villefranche über Brizambourg im Nordwesten und mit Cognac über Burie im Südosten.